# Crawler (album)
Crawler è il quarto album in studio del gruppo musicale britannico Idles, pubblicato nel 2021.

## Tracce
1. MTT 420 RR – 5:30
2. The Wheel – 3:25
3. When the Lights Come On – 3:10
4. Car Crash – 3:53
5. The New Sensation – 4:13
6. Stockholm Syndrome – 3:02
7. The Beachland Ballroom – 4:00
8. Crawl! – 4:20
9. Meds – 3:56
10. Kelechi – 0:30
11. Progress – 3:46
12. Wizz – 0:30
13. King Snake – 2:54
14. The End – 3:18